# Oliveira (Amarante)
Oliveira é uma localidade portuguesa do Município de Amarante que foi sede da extinta Freguesia de Oliveira, freguesia que tinha 2,96 km² de área e 862 habitantes (2011), e, por isso, uma densidade populacional de 291,2 hab/km².
A Freguesia de Oliveira foi extinta em 2013, no âmbito de uma reforma administrativa nacional, tendo sido agregada às freguesias de Real e Ataíde, para formar uma nova freguesia denominada Freguesia de Vila Meã, cuja sede sita na antiga freguesia de Real.
Com as freguesias vizinhas e agregadas de Ataíde e Real, forma a vila de Vila Meã.

## População
| População da freguesia de Oliveira | População da freguesia de Oliveira | População da freguesia de Oliveira | População da freguesia de Oliveira | População da freguesia de Oliveira | População da freguesia de Oliveira | População da freguesia de Oliveira | População da freguesia de Oliveira | População da freguesia de Oliveira | População da freguesia de Oliveira | População da freguesia de Oliveira | População da freguesia de Oliveira | População da freguesia de Oliveira | População da freguesia de Oliveira | População da freguesia de Oliveira |
| ---------------------------------- | ---------------------------------- | ---------------------------------- | ---------------------------------- | ---------------------------------- | ---------------------------------- | ---------------------------------- | ---------------------------------- | ---------------------------------- | ---------------------------------- | ---------------------------------- | ---------------------------------- | ---------------------------------- | ---------------------------------- | ---------------------------------- |
| 1864                               | 1878                               | 1890                               | 1900                               | 1911                               | 1920                               | 1930                               | 1940                               | 1950                               | 1960                               | 1970                               | 1981                               | 1991                               | 2001                               | 2011                               |
| 262                                | 336                                | 355                                | 319                                | 348                                | 403                                | 414                                | 431                                | 459                                | 488                                | 486                                | 609                                | 730                                | 952                                | 862                                |

| Distribuição da População por Grupos Etários | Distribuição da População por Grupos Etários | Distribuição da População por Grupos Etários | Distribuição da População por Grupos Etários | Distribuição da População por Grupos Etários | Distribuição da População por Grupos Etários | Distribuição da População por Grupos Etários | Distribuição da População por Grupos Etários | Distribuição da População por Grupos Etários | Distribuição da População por Grupos Etários |
| -------------------------------------------- | -------------------------------------------- | -------------------------------------------- | -------------------------------------------- | -------------------------------------------- | -------------------------------------------- | -------------------------------------------- | -------------------------------------------- | -------------------------------------------- | -------------------------------------------- |
| Ano                                          | 0-14 Anos                                    | 15-24 Anos                                   | 25-64 Anos                                   | > 65 Anos                                    |                                              | 0-14 Anos                                    | 15-24 Anos                                   | 25-64 Anos                                   | > 65 Anos                                    |
| 2001                                         | 205                                          | 142                                          | 512                                          | 93                                           |                                              | 21,5%                                        | 14,9%                                        | 53,8%                                        | 9,8%                                         |
| 2011                                         | 145                                          | 116                                          | 487                                          | 114                                          |                                              | 16,8%                                        | 13,5%                                        | 56,5%                                        | 13,2%                                        |

Oliveira é representada por um clube, chamado Grupo Coral Desportivo e Recreativo dos Estrelas da Paz, que na época 2019/2020 joga na 1ª divisão da FADA - Associação Futebol Popular Amarante.